# Pozsonyi főegyházmegye
A Pozsonyi főegyházmegye (szlovákul: Bratislavská arcidiecéza, latinul: Archidioecesis Bratislaviensis) a latin rítusú katolikus egyházhoz tartozó egyházmegye Szlovákiában. 2008. február 14-én jött létre a Pozsony-Nagyszombati főegyházmegye felosztásával. Jelenleg nyolc espereskerülete van. Érseki székesegyháza a pozsonyi Szent Márton-dóm (a koronázó templom). A főegyházmegye védőszentje Szent Márton. A pozsonyi főegyházmegye a szlovákiai nyugati egyháztartomány főegyházmegyéje, így mint szuffragán egyházmegyék alá tartoznak: Nagyszombati főegyházmegye, Nyitrai egyházmegye, Besztercebányai egyházmegye, Zsolnai egyházmegye. A pozsonyi főegyházmegye a Pozsony-Nagyszombati főegyházmegye jogutóda.

Szlovákia egyházmegyéi 2008-tól

## Elhelyezkedése
Határos egyházmegyék:
- Bécsi főegyházmegye (északnyugat, Ausztria)
- Nagyszombati főegyházmegye (észak)
- Nyitrai egyházmegye (kelet)
- Győri egyházmegye (dél, Magyarország)

## Szervezet

### Az egyházmegyében szolgálatot teljesítő püspökök
- Stanislav Zvolenský, metropolita-érsek (kinevezve 2008. február 14-én).

### Területi beosztás
Espereskerületek: Bazini, Malackai, Pozsony-északi, Pozsony-középi, Pozsony-déli, Sasvári, Somorjai, Szakolcai, Szenci, Szenicei.
- Bazini esperesség
  - Báhonyi plébánia
  - Bazini plébánia
  - Cserfalui plébánia
  - Csesztei plébánia
  - Gidrafai plébánia
  - Grinádi plébánia
  - Hattyúpataki plébánia
  - Istvánkirályfalvai plébánia
  - Kárpáthalasi plébánia
  - Modori plébánia
  - Ottóvölgyi plébánia
  - Senkőci plébánia
  - Szentgyörgyi plébánia
  - Tótgurabi plébánia
- Malackai esperesség
  - Gajari plébánia
  - Detrekőcsütörtöki plébánia
  - Detrekőszentmiklósi plébánia
  - Kislévárdi plébánia
  - Konyhai plébánia
  - Lábi plébánia
  - Lozornói plébánia
  - Magyarfalui plébánia
  - Malackai plébánia
  - Nádasfői plébánia
  - Nagyjakabfalvai plébánia
  - Nagylévárdi plébánia
  - Perneki plébánia
  - Pozsonyalmási plébánia
  - Pozsonyzávodi plébánia
  - Széleskúti plébánia
  - Szentistvánkúti plébánia
- Pozsony-északi esperesség
  - Dévényi plébánia
  - Dévényújfalui plébánia
  - Dlhé diely plébánia
  - Károlyfalui plébánia
  - Lamacsi plébánia
  - Máriavölgyi plébánia
  - Nagymagasfalui plébánia
  - Pozsonybesztercei plébánia
  - Pozsonyborostyánkői plébánia
  - Stomfai plébánia
  - Zohori plébánia
- Pozsony-középi esperesség
  - Főrévi plébánia
  - Kálváriai plébánia
  - Királyi család plébánia
  - Kramárei plébánia
  - Pozsonyzsőlősi plébánia
  - Récsei plébánia
  - Szent Márton plébánia
  - Szent József plébánia
  - Szent Erzsébet plébánia
  - Szentháromság plébánia
  - Virágvölgyi plébánia
- Pozsony-déli esperesség
  - Dunacsúni plébánia
  - Hétfájdalmú Szűz Mária plébánia
  - Horvátjárfalui plébánia
  - Oroszvári plébánia
  - Pozsonyligetfalui plébánia
  - Pozsonypüspöki plébánia
  - Szent Család plébánia
  - Vereknyei plébánia
- Sasvári esperesség
  - Búrszentgyörgyi plébánia
  - Búrszentmiklósi plébánia
  - Csári plébánia
  - Csépányfalvai plébánia
  - Jókúti plébánia
  - Kuklói plébánia
  - Laksárújfalui plébánia
  - Morvaszentjánosi plébánia
  - Morvaőri plébánia
  - Szomolánkai plébánia
- Somorjai esperesség
  - Bacsfai plébánia
  - Csallóközcsütörtöki plébánia
  - Felbári plébánia
  - Illésházai plébánia
  - Gellei plébánia
  - Légi plébánia
  - Nagymagyari plébánia
  - Nagypakai plébánia
  - Somorjai plébánia
  - Vajkai plébánia
- Szakolcai esperesség
  - Egbelli plébánia
  - Felsőradosi plébánia
  - Gázlósi plébánia
  - Holicsi plébánia
  - Kopcsányi plébánia
  - Nagyúnyi plébánia
  - Péterlaki plébánia
  - Szakolcai plébánia
  - Sziklabányai plébánai
- Szenci esperesség
  - Annamajori plébánia
  - Csataji plébánia
  - Cseklészi plébánia
  - Dénesdi plébánia
  - Dunahidasi plébánia
  - Egyházfai plébánia
  - Féli plébánia
  - Erzsébetkápolnai plébánia
  - Horvátgurabi plébánia
  - Királyfai plébánia
  - Magyarbéli plébánia
  - Pozsonyboldogfai plébánia
  - Pozsonyivánkai plébánia
  - Pozsonysárfői plébánia
  - Szenci plébánia
- Szenicei esperesség
  - Aszósi plébánia
  - Berezói plébánia
  - Detrekőszentpéteri plébánia
  - Korlátkői plébánia
  - Dócsi plébánia
  - Harádicsi plébánia
  - Jablánci plébánia
  - Nagykovallói plébánia
  - Miavai plébánia
  - Ószombati plébánia
  - Rohói plébánia
  - Sándorfai plébánia
  - Szenicei plébánia
  - Turolukai plébánia
  - Verbóci plébánia